# Trasa Prezydenta Władysława Raczkiewicza w Toruniu
Trasa Prezydenta Władysława Raczkiewicza w Toruniu (dawniej: Trasa Średnicowa Północna) – droga główna ruchu przyspieszonego, zlokalizowana w prawobrzeżnej części Torunia, łącząca wschodnie osiedla miasta z zachodnimi. Droga powstała w celu stworzenia połączenia z istniejącym wewnętrznym układem komunikacyjnym Torunia. Docelowo droga ma przebiegać od Szosy Bydgoskiej, następnie krzyżować się z ulicami: Okrężną, Szosę Chełmińską, Grudziądzką, Bolesława Chrobrego, Wschodnią i kończyć na Szosie Lubickiej.
30 maja 2014 roku oddano do ruchu pierwszy odcinek Trasy Średnicowej Północnej. Obejmuje on 1,4 km fragment od Szosy Chełmińskiej do ul. Grudziądzkiej. Prace wykonała firma Skanska. Podczas budowy pierwszego odcinka przebudowano ulicę krzyżujące się z Trasą Średnicową Północną (ul. Szosa Chełmińska, Legionów i Grudziądzka). W tym samym miesiącu firma Skanska rozpoczęła prace nad drugim odcinkiem Trasy Średnicowej Północnej.
9 października 2015 roku oddano do użytku drugi odcinek Trasy Średnicowej Północnej, łączącej ul. Grudziądzką z ul. Marii Skłodowskiej-Curie. Drugi fragment Trasy liczy 3,07 km długości. Ponadto w ramach prac przebudowano trzy skrzyżowania: z ul. Dworcową, Bolesława Chrobrego i Marii Skłodowskiej-Curie.
18 stycznia 2018 roku Trasa otrzymała imię Prezydenta Władysława Raczkiewicza.
Budowa następnego odcinka, łączącego Szosę Chełmińską z Szosą Okrężną wywołała wśród mieszkańców Torunia kontrowersje. Mieszkańcy miasta krytykowali przebieg trasy, przechodzącej w pobliżu m.in. osiedli mieszkaniowych, zespołu szkół i terenów zielonych. Pierwotnie przygotowanie dokumentacji do budowy drogi miały zakończyć się w 2018 roku. Jesienią 2020 roku Miejski Zarząd Dróg wydał decyzję, że trwa projektowanie oraz pozyskiwanie decyzji środowiskowych. Decyzja została wydana w 2021 roku, jednak w wyniku braku pieniędzy w budżecie Torunia budowa trzeciego odcinka Trasy Średnicowej Północnej nie doszła dotychczas do skutku. Obok wybudowania drogi ma zostać rozbudowana Szosa Okrężna do skrzyżowania z ul. Ignacego Łukasiewicza. Trzeci odcinek ma mieć ok. 2 km długości.